# 도고시긴자역
도고시긴자역(일본어: 戸越銀座駅、とこしぎんざえき)은 일본 도쿄도 시나가와구에 있는 도쿄 급행 전철의 역이다. 역 번호는 IK03이다.

## 역 구조
상대식 승강장 2면 2선의 지상역이다. 승강장 사이의 연결 통로는 개찰구가 방면별로 존재한다. 서비스 매니저 도입역으로 인해 하타노다이 역에서 원격 감시하고 있다. 화장실은 1번 승강장에 있는 다기능 화장실도 설치되어 있다.

### 타는 곳
| 번호 | 노선        | 방향 | 행선                                    |
| ---- | ----------- | ---- | --------------------------------------- |
| 1    | 이케가미 선 | 하행 | 하타노다이・유키가야오쓰카・가마타 방면 |
| 2    | 이케가미 선 | 상행 | 고탄다 방면                             |

## 역 주변
역 주변은 주로 중소 공장이 늘어서 있는 공업 지대이다.
- 국도 1호선
- 호시 약과 대학
- 도고시 긴자 상점가 - 직선으로는 일본에서 가장 긴 상점가이다.
- 도에이 지하철 아사쿠사 선 도고시 역 - 도고시 긴자 상가를 빠져나가서 접근 가능하다.
- 시나가와 히라쓰카이치 우체국
- 시나가와 히라쓰카바시 우체국
- 시나가와 구 보건소
- 시나가와 구청 에바라 제3지역 센터
- 에바라 소방서

## 역사
- 1927년 8월 28일: 영업 개시.
- 1955년경: 구내 건널목을 폐지하고 개찰구를 상하행선에 따로 배치함.
- 2015년 9월: "좋은 동네 좋은 전차 프로젝트"의 일환으로 목조 역사의 분위기를 답습한 "나무가 된 리뉴얼"이 시작됨[1].
- 2016년 12월 11일: 90년만에 리뉴얼이 준공되었고[2], 상가 연계의 기념 세레모니가 개최됨.
- 2017년 4월 1일: 도쿄 도 교통국 지하철 아사쿠사 선 도고시 역과의 연결 운수를 정기 승차권만 개시함[3].

## 인접역
| 도쿄 급행 전철 이케가미 선       | 도쿄 급행 전철 이케가미 선 | 도쿄 급행 전철 이케가미 선       |
| -------------------------------- | -------------------------- | -------------------------------- |
| IK 02 오사키히로코지 고탄다 방면 |                            | 에바라나카노부 IK 04 가마타 방면 |